# FIFA 20
FIFA 20 е 27 -ата  компютърна игра от поредицата FIFA, разработена от EA Vancouver и EA Romania и публикувана от Electronic Arts. Игратае официално обявена на 12 юни 2019 г. на E3 2019 . Играта е пусната на 27 септември 2019 г. за игралните платформи PlayStation 4, Xbox One, Windows и Nintendo Switch.

## Създаване

### Демо версия
Демо версията  на FIFA 20 е пусната на 10 септември 2019 г. и включва 6 игрални отбора - Борусия Дортмунд, Челси, Тотнъм Хотспур, Ливърпул, Пари Сен Жермен, Реал Мадрид. Също така в този режим има демо версия на новия режим VOLTA.

### Корици
Кориците на различните  версии на FIFA 20 включват трима футболисти. Крилото на Реал Мадрид Еден Азар е звездата на корицата на стандартното издание, защитникът на Ливърпул Вирджил ван Дайк е представен на корицата на изданието Champions. Бившият халф, на Ювентус и Реал Мадрид , а сега негов  треньор, Зинедин Зидан е поставен на корична версия на Ultimate Edition.

### Legacy Edition
Докато версиите за Xbox One, PS4 и PC ще имат всички нови функции, версията на Nintendo Switch ще се нарича Legacy Edition, с актуализирани комплекти, списъци и незначителни актуализации, но без нов режим VOLTA Football или друга нова функционалност.

## Особености
Промените в геймплея във FIFA 20 засягат преди всичко нова функция, наречена VOLTA Football. Този режим на игра е фокусиран върху уличния футбол, а не върху традиционните мачове, свързани със серията FIFA. Той включва няколко опции за играта: трима срещу трима, четирима срещу четирима  и петима срещу петима , с възможност за игра според професионалните правила на футзала. Освен това е възможно да се придадава индивидуалност на играча , като смените пола, облеклото, обувките, шапките, аксесоарите и татуировките.
VOLTA Football включва 17 места, всяко от които е проектирано да осигури уникално игрово изживяване.  Играчите могат да се състезават  в Амстердам, Барселона, Берлин, Буенос Айрес, Кейптаун, Лагос, Лондон, Лос Анджелис, Мексико Сити, Маями, Ню Йорк, Париж, Рио де Жанейро, Рим и Токио.

### Ultimate team
Включва 88 емблематични играчи, включително 15 нови имена: Карлос Алберто, Джон Барнс, Кени Далглиш, Дидие Дрогба, Майкъл Есиен, Гаринча, Пеп Гуардиола, Кака, Роналд Куман, Андреа Пирло, Иън Ръш, Уго Санчес, Иън Райт, Джанлука Замброта и Зинедин Зидан - всички те са представени за първи път.
Включени са и нови режими на игра „King of the Hill“ и „Mystery Ball“. Mystery Ball увеличава характеристиките на нападателя при преминаване, удряне, дриблиране, скорост или всички характеристики наведнъж, което добавя непредсказуемост към всеки мач. В King of the Hill играчите се състезават за притежание на топката в произволно генерирана зона на терена, за да увеличат броя точки.

### Режим на кариера
Направени са някои важни промени - главно в режима на клубния мениджър. Новите допълнения включват напълно интерактивни пресконференции, разговори с играчи, подобрена морална система на играчите, която вече може да повлияе на статистиката на екипа или отделните играчи, нивата на представяне и нагласите на мениджърите. Имаше възможност за цялостно персонализиране на външния вид и пола на мениджъра, нова динамична система за оценка на потенциалните играчи, възможност за преглед на новини в реално време и използване на новите условия за договаряне. Потребителският интерфейс е ориентиран към лигата.

## Лицензи
В сравнение с FIFA 18, FIFA 19 добавя румънското първенство и клуба ОАЕ Ал Айн към FIFA 20. Също така в играта  има 14 нови стадиона от германската Бундеслига.
Ювентус, е премахнат от играта който се премества  в Pro Evolution Soccer 2020. Поради това ФИФА загубва официалната емблема, униформа и стадион на торинския клуб. Имената и лицата на играчите остават. В тази част на играта клубът се нарича Piemonte Calcio.  Освен това ФИФА 20 загубва стадионите на Барселона и Бавария.